# 八代市立植柳小学校
八代市立植柳小学校（やつしろしりつ うやなぎしょうがっこう）は、熊本県八代市植柳上町にある公立小学校。

## 沿革
- 1874年（明治7年） - 仮屋人吉藩の倉庫を以て創立植柳学校と称し公立植柳小学校と改称。
- 1887年（明治20年）4月 - 尋常植柳小学校と改称。
- 1892年（明治25年）4月 - 植柳尋常小学校と改称。
- 1941年（昭和16年）4月 - 植柳国民学校と改称。
- 1947年（昭和22年）4月 - 新制植柳中学校設置、植柳小学校と改称。
- 1963年（昭和38年）2月 - 創立88周年記念式典挙行。
- 1965年（昭和40年）2月 - 創立90周年記念式典挙行。
- 1974年（昭和49年）3月3日 - 創立100周年記念式典（記念誌発行）
- 1983年4月 - 一部を八代市立麦島小学校に分離
- 2007年（平成19年）2月24日 - 火災により体育館焼失。
- 2008年（平成20年）5月11日 - 新体育館落成式

## 交通アクセス
- バス
  - 産交バス「植柳上町」より徒歩約5分

- 自家用車
  - 八代ICより車で約15分
  - 八代駅より車で約10分

## 周辺施設
- 球磨川
- 八代市立麦島小学校
- 八代市立第三中学校